# Dr. Jack
Dr. Jack ist eine US-amerikanische Stummfilmkomödie aus dem Jahr 1922 von Fred C. Newmeyer und Sam Taylor mit Harold Lloyd und Mildred Davis in den Hauptrollen.

## Handlung
Dr. Von Saulsbourg ist ein Quacksalber, der mit der Behandlung der Tochter des Millionärs Charles Haskell sein Geld verdient. Als er die junge Frau von seinem Sanatorium, in dem er sie isoliert hat, nach Hause fährt, machen sie in der Kleinstadt Magnolia Meadows Rast. Die Frau begegnet dem Landarzt Dr. Jack, der Sonnenschein, gute Laune und gesunden Menschenverstand als die beste Medizin ansieht. 
Jamison, der Anwalt der Haskells, dessen Mutter zu Dr. Jacks Patienten zählt, lädt diesen auf das Haskell-Anwesen ein, um eine zweite Diagnose einzuholen. Von Saulsbourg intrigiert, so dass Mr. Haskell dem jungen Arzt zu misstrauen beginnt. Als die Nachricht von der Flucht des Verbrechers Humpy Logan aus einer Irrenanstalt verbreitet wird, lebt die bislang depressive Frau sichtbar auf. Dr. Jack erkennt, dass die Frau an Langeweile leidet und bringt mit der Verkleidung als buckeliger Irrer Aufregung in ihr Leben. Von ihrer Melancholie befreit gesteht sie dem Arzt ihre Liebe, während sich der als Scharlatan entlarvte Von Saulsbourg seiner Würde beraubt das Anwesen verlässt.

## Produktion

### Hintergrund
Gedreht wurde der Film im Juli und August 1922 in den Hal-Roach-Studios in Culver City.
Für Harold Lloyd war es der erste Langfilm unter seinem Vertrag mit der Verleihgesellschaft Pathé. Der neue Vertrag führte zu einem Wettkampf unter US-Kinos für die Aufführung von Lloyd-Komödien.

### Besetzung
In kleinen nicht im Abspann erwähnten Nebenrollen traten Jackie Condon, Mickey Daniels, William Gillespie und Dorothy Vernon auf. Ebenfalls unerwähnt blieb Anna Townsend als Jamisons Mutter.

## Veröffentlichung
Die Premiere des Films fand am 26. November 1922 statt. Im Deutschen Reich kam er am 1. August 1924 in die Kinos. In der Bundesrepublik Deutschland wurde er am 10. Oktober 1982 im ZDF unter dem Titel Doktor Jack ausgestrahlt.

## Kritiken
Der Filmkritiken-Aggregator Rotten Tomatoes hat in einer Auswertung von über 500 User-Kritiken ein Publikumsergebnis von 74 Prozent positiver Bewertungen ermittelt.
Das Lexikon des internationalen Films schrieb: „Lloyds schwächste Stummfilmkomödie von abendfüllender Länge hat zwar genug Gags, aber zu wenig Substanz, um Liebhaber des Genres vollauf zu befriedigen.“
Robert E. Sherwood merkte im Magazin Life an, der Film sei nicht so lustig wie A Sailor-Made Man oder Grandma's Boy, doch sei die Zuordnung nicht ernsthaft, er sei lustig genug.

## Auszeichnung
Der Film wurde 1923 als bester Film des Monats März mit dem Photoplay Award ausgezeichnet.